# Ruth Abramowitz Sorel
Pour les articles homonymes, voir Sorel.
Ruth Elly Abramowitz Sorel (18 juin 1907 - 1er avril 1974) était une chorégraphe, danseuse, directrice artistique et enseignante d'origine allemande. La première partie de sa carrière se déroule principalement en Europe (particulièrement à Varsovie). Elle s'installe ensuite au Canada en 1944 et y sera active jusqu'à ce qu'elle retourne en Europe vers le milieu des années 1950. Au Canada, elle travaille sous le nom de scène de Ruth Sorel alors qu'en Europe elle est connue sous son nom de jeune fille, Abramowitz (parfois orthographié Abramovitsch).

## Jeunesse et carrière
Née à Halle, en Saxe-Anhalt, de parents juifs polonais, Abramowitz Sorel étudie d'abord la rythmique Jaques-Dalcroze puis devient danseuse pour la compagnie Mary Wigman à Dresde entre 1923 et 1928. De 1927 à 1933, elle est danseuse principale à l'Opéra d'État de Berlin où elle est particulièrement reconnue pour son rôle dans le ballet La Légende de Joseph.
En raison de son héritage juif et de ses tendances communistes, Abramowitz Sorel est contrainte par les Nazis de quitter l'Opéra d'État de Berlin. En 1933, elle quitte donc l'Allemagne et s'installe en Pologne avec son partenaire de danse George Groke. Plusieurs chorégraphies, signées et interprétées par le duo, sont présentées en Pologne et les amènent à tourner dans plusieurs pays dont la France, l’Italie, la Palestine, le Canada, les États-Unis et le Brésil. Parmi leur répertoire, la Danse des sept voiles de Salomé fait remporté à Abramowitz Sorel le premier prix d'interprétation du Concours international de danse de Varsovie. Elle dirige ensuite une école pour les professionnels de la danse et du théâtre, ayant obtenu un permis du Ministère de l’éducation de cette même ville. Elle épouse l’écrivain Michel Choromanski avec qui elle émigre au Canada.

## Carrière au Canada
Abramovitsch Sorel et son époux arrivent au Canada en 1944 et s’installent à Montréal. Sorel ouvre aussitôt un studio au YMCA de Westmount où elle présente des chorégraphies dansées par elle et ses étudiants les plus talentueux. Avec eux elle forme une troupe nommée les Ballets Ruth Sorel (parfois Ruth Sorel Modern dance) et est vite reconnue comme une chorégraphe importante du Québec au point de représenter cette province lors des premières éditions du Festival canadien de ballet. Les Ballets Ruth Sorel se produisent également  au Choreographer’s workshop à New York, événement rare à l’époque pour une compagnie de danse québécoise. Albert Millaire, Birouté Nagys, Michel Boudot et Alexander MacDougall sont quelques figures importantes ayant fait partie la compagnie. Parmi ses œuvres les plus connues on retrouve “Mea culpa mea culpa” (1948), un mystère médiéval dont on peut voir un court extrait dans le documentaire de Roger Blais intitulé “Ballet Festival” (1949). “La Gaspésienne” (1949), fut aussi une œuvre marquante, considérée comme une des premières à traiter de la question canadienne-française et dont la musique fut composée par Pierre Brabant.
L’Encyclopédie canadienne décrit Abramowitz Sorel comme une "interprète expressive reconnue (...) louangée par la critique locale et internationale pour ses danses intensément théâtrales de style allemand, son inspiration littéraire et la tension émotive qu'elle livre avec musicalité et précision.” À l'avant-garde de la danse moderne et du ballet contemporain, elle sut combiner deux tendances aux antipodes: la danse expressionniste allemande et le ballet classique.
En 1957, elle et son époux quittent brusquement le Canada et retournent à Varsovie où elle décède en 1974.